# Particle and Fibre Toxicology
Particle and Fibre Toxicology, abgekürzt Part. Fibre Toxicol. ist eine wissenschaftliche Fachzeitschrift, die vom BioMed-Central-Verlag veröffentlicht wird. Die erste Ausgabe erschien im Januar 2004. Die Zeitschrift erscheint monatlich und veröffentlicht Übersichtsartikel, Originalartikel und Hypothesen, die sich mit den toxikologischen Effekten von Partikeln und Fasern beschäftigen. Die Zeitschrift gewährt einen offenen online-Zugang zu allen Artikeln.
Der Impact Factor lag im Jahr 2014 bei 7,113. Nach der Statistik des ISI Web of Knowledge wird das Journal mit diesem Impact Factor in der Kategorie Toxikologie an dritter Stelle von 87 Zeitschriften geführt.
Chefherausgeber ist Flemming R. Cassee (RIVM, Bilthoven, Niederlande).